# West Hartford
West Hartford, kommun (town) i Hartford County, Connecticut, USA med cirka 64 255 invånare (2004).
West Hartford gränsar till huvudstaden Hartford i öster och utgjorde tidigare Hartfords West Division. Från samhällets äldsta tid stammar bland annat en kyrkogård från kolonialtiden vid North Main Street och lexikografen Noah Websters födelsehus vid South Main Street.
Medelinkomsten i West Hartford är 33 468 dollar, mer än dubbelt så hög som medelinkomsten på andra sidan Prospect Avenue – stadsgränsen till Hartford. Skillnaden har stor betydelse för kvaliteten på det allmänna utbildningsväsendet, som är betydligt högre i West Hartford än i huvudstaden.

## Stadsbild
West Hartford är känt i Hartfordregionen för sin trivsamma stadskärna (town center) med restauranger och butiker, beläget i och omktring korsningen mellan Farmington Avenue och North och South Main Streets. Farmington Avenue utgår som många av West Hartfords större artärer från Hartford och går i väst–sydvästlig riktning till grannstaden Farmington i sydväst. Från Hartford utgår även Park Road i söder och i norr Albany Avenue, den gamla huvudvägen mot Albany i staten New York. West Hartfords stadsområde genomlöps av höjdsträckningar i nord–sydlig riktning, vilket gör staden kuperad. Högst är Talcott Mountain som avgränsar staden i väster.

På gränsen till Farmington i sydväst ligger Westfarms Mall som är ett av regionens främsta shoppingcentra.

## Högre utbildning och kulturinstitutioner
I West Hartford finns flera viktiga institutioner för högre utbildning, främst University of Hartford på gränsen till Hartford i nordost. Andra viktiga institutioner är ett vetenskapsmuseum med planetarium och dövskolan American School of the Deaf.

## Kända personer från West Hartford
- John Franklin Enders, nobelpristagare i medicin 1954
- Roger Wolcott Sperry, neurobiolog och nobelpristagare i medicin 1981 (uppvuxen i West Hartford)
- Noah Webster, lexikograf, skolboksförfattare och stavnigsreformator